# Pán Péter (film, 1953)
A Pán Péter (eredeti cím: Peter Pan) 1953-ban bemutatott amerikai rajzfilm, amely J. M. Barrie azonos című regénye alapján készült. A 14. Disney-film. Az animációs játékfilm rendezői Clyde Geronimi, Wilfred Jackson és Hamilton Luske, producere Walt Disney. A forgatókönyvet Milt Banta, William Cottrell, Winston Hibler, Bill Peet, Erdman Penner, Joe Rinaldi, Ted Sears és Ralph Wright írta, a zenéjét Oliver Wallace szerezte. A mozifilm a Walt Disney Productions gyártásában készült, az RKO Pictures forgalmazásában jelent meg. Műfaja zenés, kalandos fantasyfilm.
Amerikában 1953. február 5-én mutatták be a mozikban, Magyarországon 1998. március 3-án adták ki VHS-en. A magyar változatot DVD-n és Blu-rayen is kiadták.

## Cselekmény
|  | Alább a cselekmény részletei következnek! |

Pán Péter egy repülő kisfiú, aki nem akar felnőni. Barátja Wendy Londonban élt egy emeletes házban a mamájával, a papájával és két kisöccsével, Johnnal és Michaellel. Mesébe illő históriák kezdődnek, amikor Pán Péter meglátogatja a három londoni gyereket, és elviszi őket a hírhedt Sohaországba, ahol a gyerekek soha nem nőnek fel, mindig gyerekek maradnak. Csingiling, a kis tündér és egy kis úgynevezett tündérpor segítségével a testvérek megtanulnak repülni, és segítenek Pán Péternek, hogy legyőzze ősellenségét, a hatalomra éhes és rosszakaratú Hook kapitányt. A történet végén a kis hősök természetesen győzedelmeskednek a gonosz fölött.
|  | Itt a vége a cselekmény részletezésének! |

## Szereplők
| Szereplő            | Eredeti hang                                          | Magyar hang                                                                                            | Leírás                                                                                            |
| ------------------- | ----------------------------------------------------- | --- | ------------------------------------------------------------------------------------------------- |
| Pán Péter           | Bobby Driscoll                                        | Simonyi Balázs                                                                                         | A történet hőse, egy ravasz fiúról, aki soha nem nő fel, ő az eltűnt fiúk vezetője Sohaországból. |
| Wendy Darling       | Kathryn Beaumont                                      | Simonyi Piroska Kocsis Judit (ének)                                                                    | Idősebbik lánytestvér, Pán Péter barátnője.                                                       |
| Csingiling          | –                                                     | – | A csillogó fényes tündér, aki tündérpor segítségével levegőbe röpíti.                             |
| James Hook kapitány | Hans Conried                                          | Benkóczy Zoltán                                                                                        | A gonosz kalózkapitány, bal kéz helyén egy kampó, Pán Péter ellensége.                            |
| Mr. George Darling  | Hans Conried                                          | Gesztesi Károly                                                                                        | Mary férje, Wendy apja, a család feje, Ilyenkor mindig szigorú Pán Péter mese miatt.              |
| Mr. Smee            | Bill Thompson                                         | Dobránszky Zoltán                                                                                      | Hook kapitány hajós tisztje és segédje.                                                           |
| John Darling        | Paul Collins                                          | Szvetlov Balázs                                                                                        | A középső testvér, szemüveget visel, Wendy öccse.                                                 |
| Michael Darling     | Tommy Luske                                           | Borbíró András                                                                                         | A fiatalabbik testvér, Wendy öccse.                                                               |
| Mrs. Mary Darling   | Heather Angel                                         | Andresz Kati                                                                                           | George felesége, Wendy anyja, a jókedvű anya, és mindig nyugtatja a ideges férjét.                |
| Törzsfőnök          | Candy Candido                                         | Sinkó László Rácz István (ének)                                                                        | Tigris Liliom apja, az indiánok főnöke.                                                           |
| Indián asszony      | June Foray                                            | Némedi Mari                                                                                            |                                                                                                   |
| Mesélő              | Tom Conway                                            | Ujréti László                                                                                          | –                                                                                                 |
| Róka                | Stuffy Singer                                         | Szalay Csongor                                                                                         | Az eltűnt fiúk tagja, róka jelmezben.                                                             |
| Mackó               | Robert Ellis                                          | Gerő Gábor                                                                                             | Az eltűnt fiúk tagja, medve jelmezben.                                                            |
| Tapsi               | Jeffrey Silver                                        | Kovács Gergely                                                                                         | Az eltűnt fiúk tagja, nyúl jelmezben.                                                             |
| Ikrek               | Jonny McGovern                                        | Stukovszky Tamás Szabó Gáspár                                                                          | A két mosómedve jelmezes fiú az eltűnt fiúk tagjai                                                |
| Kalózok             | Bill Thompson Jack Mercer                             | Kardos Gábor Szalay Imre Teszáry László Varga Károly Varga Tamás Végh Ferenc Vincze Gábor Péter (ének) | Hook kapitány kalózai.                                                                            |
| Sellők              | Lucille Bliss June Foray Connie Hilton Margaret Kerry | Nyírő Bea Szénási Kata Zsigmond Tamara                                                                 |                                                                                                   |
| Tigris Liliom       | Corinne Orr                                           | saját hangján                                                                                          | A törzsfőnök lánya.                                                                               |
| Bűzöske             | –                                                     | – | Az eltűnt fiúk tagja, borz jelmezben.                                                             |
| Nana                | –                                                     | – | Egy bernáthegyi kutya, a Darling család kutyája.                                                  |
| Tik-Tak             | –                                                     | – | Egy tiktakoló krokodil, a gyomrában egy vekkeróra, aki meg fogja enni Hook kapitányt.             |

## Képgaléria

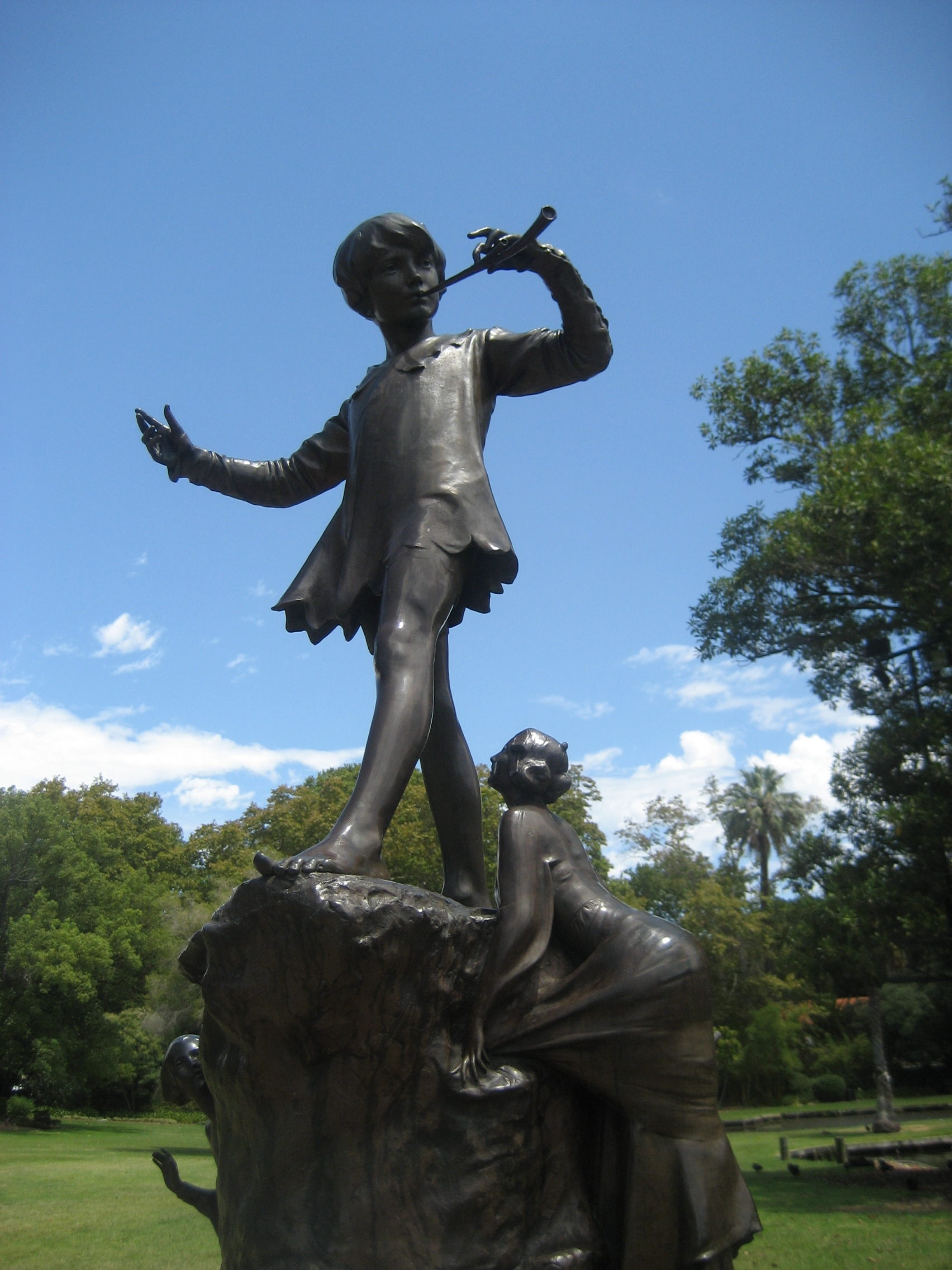
Pán Péter szobor
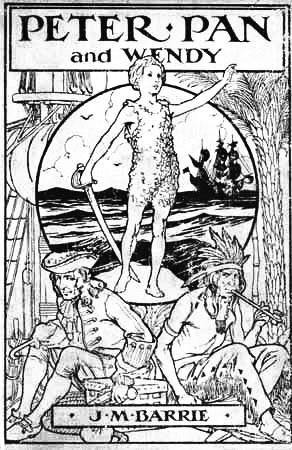
Pán Péter plakát, 1915
Pán Péter ábrázolása
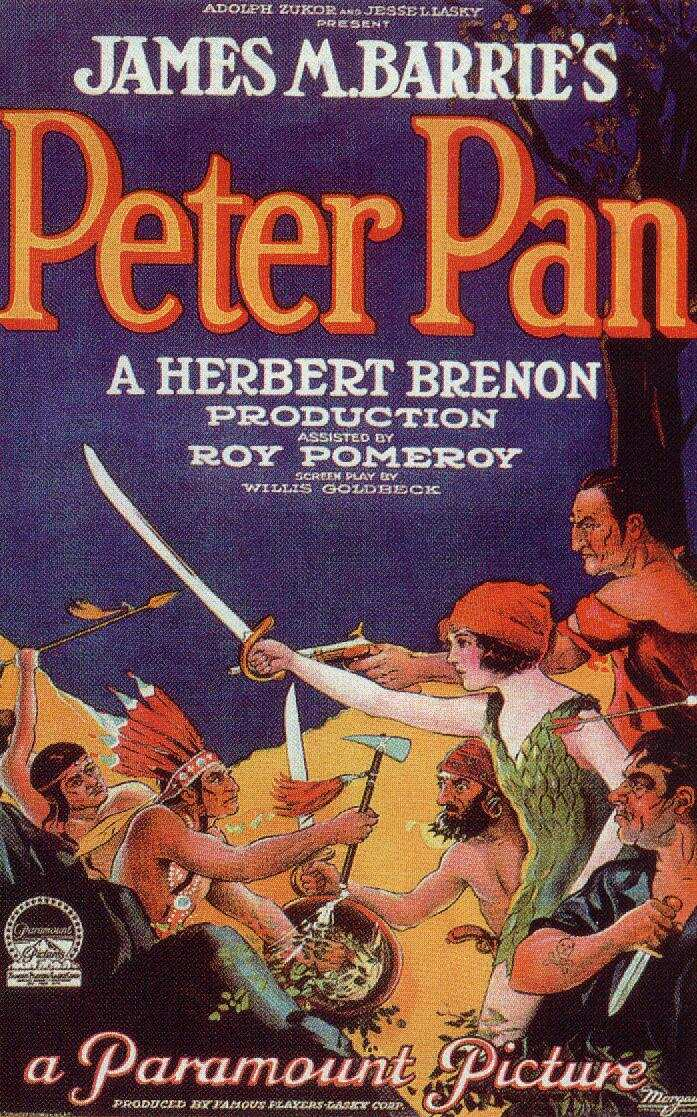
Pán Péter, 1924

## Fordítás
- Ez a szócikk részben vagy egészben  a   Peter Pan (1953 film) című angol Wikipédia-szócikk fordításán alapul.  Az eredeti cikk szerkesztőit annak laptörténete sorolja fel. Ez a jelzés csupán a megfogalmazás eredetét és a szerzői jogokat jelzi, nem szolgál a cikkben szereplő információk forrásmegjelöléseként.